# Antennaria
Antennaria es un género de 45 especies de plantas herbáceas perennes perteneciente a la familia Asteraceae, nativa de las regiones templadas del hemisferio norte, con una especie en el hemisferio sur (A. chilensis) la mayor diversidad se encuentran en Norteamérica, su nombre común es pie de gato.
Diferentes especies de Antennaria alcanzan entre 10 cm y 50 cm de altura. Las hojas son basales y a menudo de ahí salen las hojas. El nombre Antennaria se refiere a su semejanza con las natenas de algunos insectos.
Especies de Antennaria son plantas de alimento para las larvas de algunas Lepidoptera incluidas Coleophora pappiferella (la cual come exclusivamente la A. dioica) y Schinia verna (la cual come exclusivamente la Antennaria spp).

## Taxonomía
El género fue descrito por Joseph Gaertner y publicado en De Fructibus et Seminibus Plantarum. . . . 2(3): 410, pl. 167, f. 3. 1791.
Etimología
Antennaria: nombre genérico que deriva de la latína antenna, a causa de la semejanza de las flores masculinas con las antenas de los insectos.

## Especies seleccionadas
- Antennaria alpina (L.) Gaertn.
- Antennaria anaphaloides Rydb.
- Antennaria arcuata Cronq.
- Antennaria argentea Benth.
- Antennaria aromatica Ever
- Antennaria boecheriana A.E.Porsild
- Antennaria carpatica (Wahlenb.) Bluff & Fingerh. –
- Antennaria caucasica Boriss.
- Antennaria chilensis Remy
- Antennaria corymbosa E. Nels.
- Antennaria densifolia Porsild
- Antennaria dimorpha (Nutt.) Torr. & Gray
- Antennaria dioica (L.) Gaertn. –
- Antennaria eucosma Fern. & Wieg.
- Antennaria flagellaris (Gray) Gray
- Antennaria friesiana (Trautv.) Ekman
- Antennaria geyeri Gray
- Antennaria howellii Greene (syn. A. canadensis)
- Antennaria lanata (Hook.) Greene
- Antennaria linearifolia Wedd., 1856 [3]
- Antennaria luzuloides Torr. & Gray
- Antennaria marginata Greene
- Antennaria media Greene
- Antennaria microphylla Rydb.
- Antennaria monocephala DC.
- Antennaria neglecta Greene
- Antennaria nordhageniana Rune & Rönning
- Antennaria parlinii Fern. –
- Antennaria parvifolia Nutt.
- Antennaria plantaginifolia (L.) Richards.
- Antennaria porsildii E.Ekman
- Antennaria pulchella Greene
- Antennaria pulcherrima (Hook.) Greene
- Antennaria racemosa Hook.
- Antennaria rosea Greene –
- Antennaria rosulata Rydb. –
- Antennaria soliceps Blake –
- Antennaria solitaria Rydb. –
- Antennaria stenophylla (A.Gray) A.Gray –
- Antennaria suffrutescens Greene –
- Antennaria umbrinella Rydb. –
- Antennaria villifera Boriss.
- Antennaria virginica Stebbins

## Híbridos
- Antennaria × erigeroides Greene (pro sp.)
- Antennaria × foliacea Greene (pro sp.)
- Antennaria × macounii Greene (pro sp.)
- Antennaria × oblancifolia E.Nels. (pro sp.)

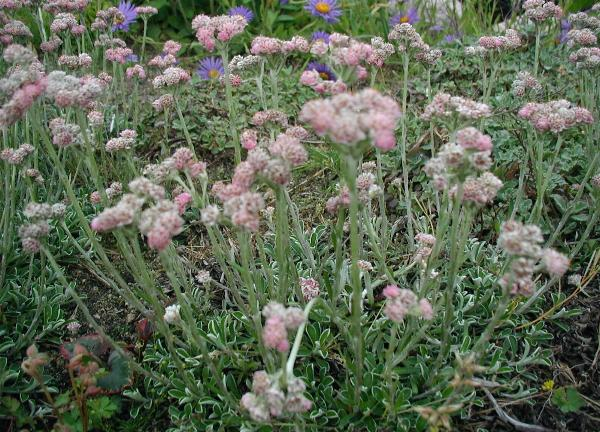
Antennaria dioica
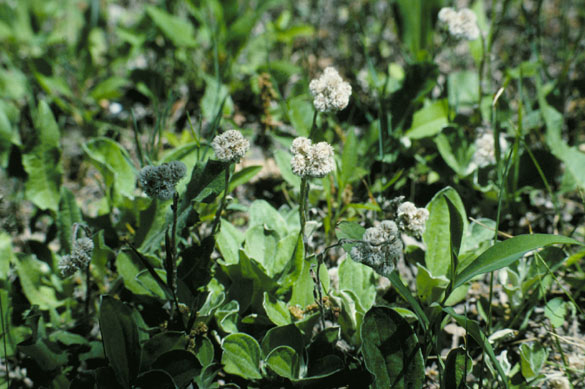
Antennaria pantaginifolia
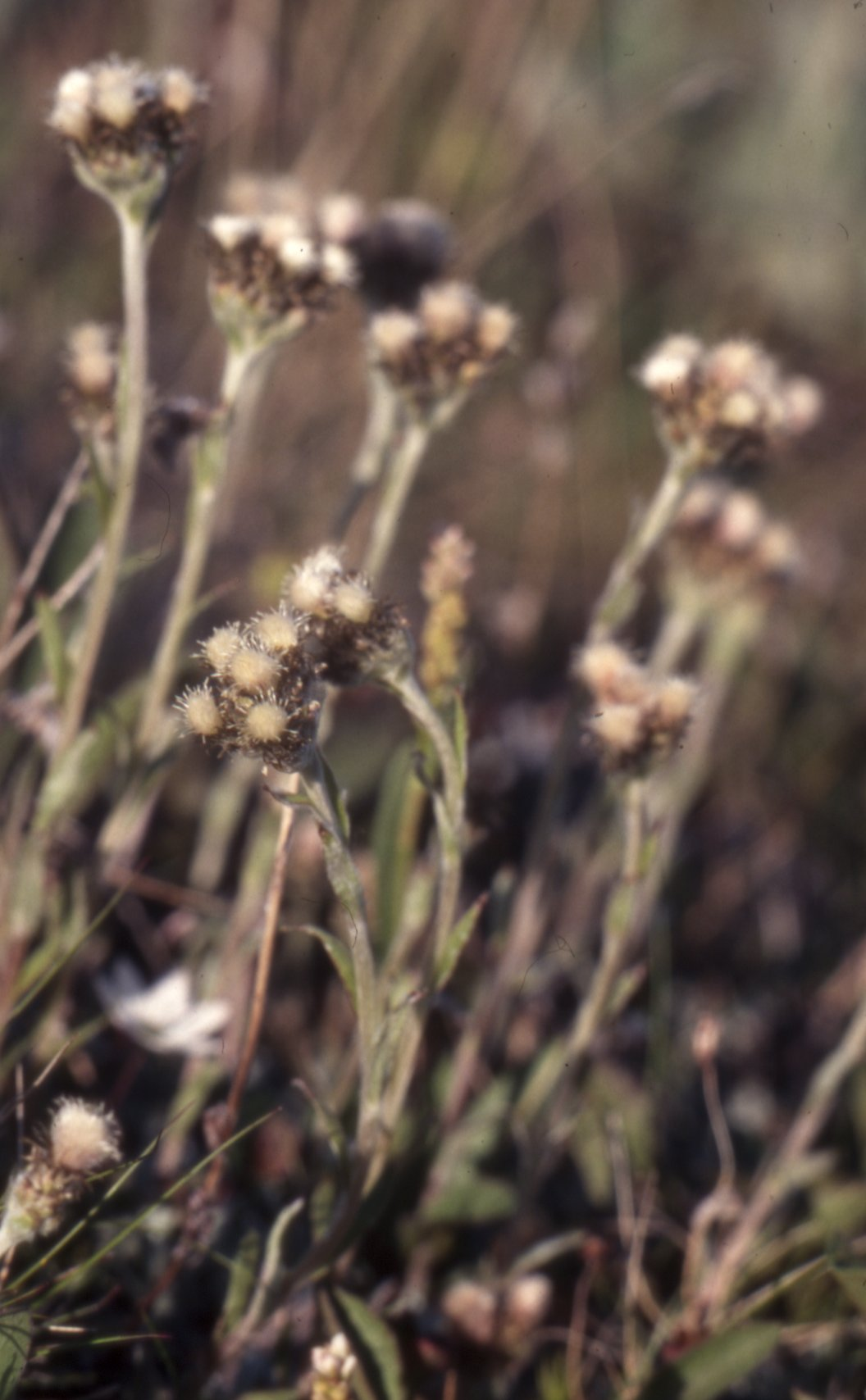
Antennaria alpina